# Oligia marmorata
Oligia marmorata là một loài bướm đêm trong họ Noctuidae.